# Кембрійські гори

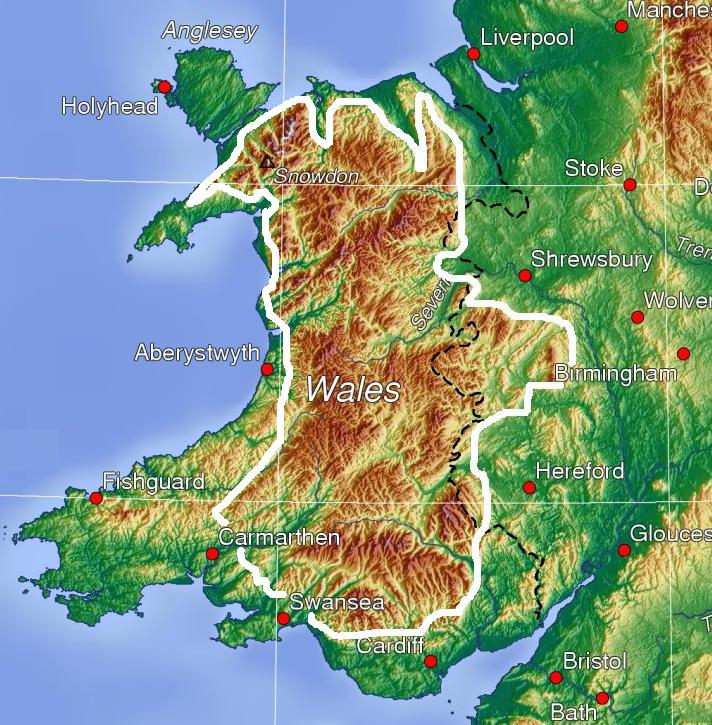

Кембрі́йські го́ри (англ. Cambrian Mountains) — кілька гірських пасом в Уельсі (Велика Британія), що вкривають більшу частину півострова Уельс. Вища точка — гора Сноудон.

## Характеристика
Довжина Кембрійських гір становить близько 150 кілометрів. Гори включають південні гори Уельсу — Маяки Брекон, гори північних Кармартеншіра і Кередигіона, і Сноудонію в Північному Уельсі.
Спочатку термін «Кембрійські гори» вживали в загальному сенсі щодо більшої частини нагір'я Уельсу. З 1950-х рр. використання цієї назви стало більш локалізованим — до географічно гомогенного нагір'я середнього Уельсу, відомого валлійською мовою як Elenydd (яке простягається від Пімлимона до Мінід-Маллайна)[джерело?].
Ця малонаселена місцевість часто згадується як пустки Уельсу. Попри це вони забезпечують водою весь Уельс і такі великі англійські міста, як Ліверпуль та Бірмінгем.

## Джерела

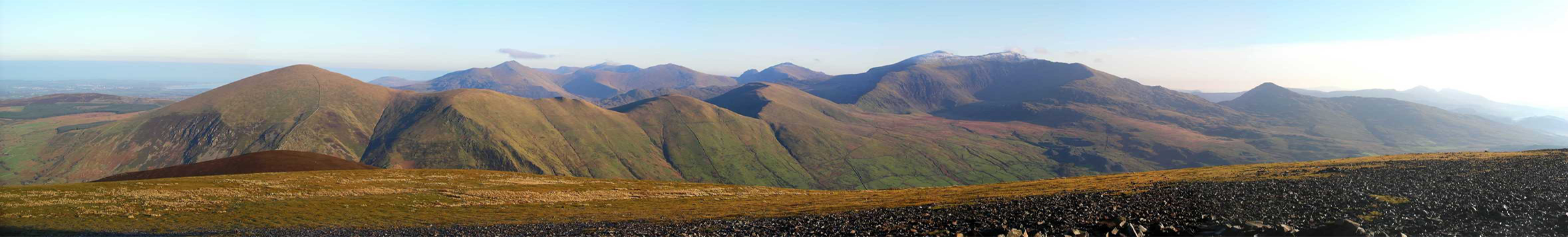
На панорамі показано масив Сноудон із г. Сноудон (у центрі праворуч)